# Christus (film 1914)
Christus è un film del 1914 del regista Giuseppe de Liguoro, con protagonista Alessandro Rocca. Il film è ambientato interamente nella cittadina di Cori, in provincia di Latina.